# Phruronellus formica
Phruronellus formica là một loài nhện trong họ Phrurolithidae.
Loài này thuộc chi Phruronellus. Phruronellus formica được Richard C. Banks miêu tả năm 1895.